# UFC 225
UFC 225: Whittaker vs. Romero 2 var en MMA-gala som arrangerades av Ultimate Fighting Championship och ägde rum 9 juni 2018 i Chicago i USA. 

## Resultat
1. ↑  Interimtitelmatch i weltervikt.